# Serge Bonfils
Pour les articles homonymes, voir Bonfils.
Serge Bonfils, né le 19 janvier 1923 à Paris et mort le 19 juin 2013, est un professeur et chercheur français en gastro-entérologie, élève de Jean Trémolières et pionnier des techniques d'exploration des ulcères gastriques qui est considéré par ses pairs comme "une référence".
Ses travaux ont grandement contribué à la compréhension des maladies du système gastro-intestinal comme le syndrome de Zollinger-Ellison.